# Ferrières-en-Gâtinais
Ferrières-en-Gâtinais is een gemeente in het Franse departement Loiret (regio Centre-Val de Loire). De plaats maakt deel uit van het arrondissement Montargis. Ferrières-en-Gâtinais telde op 1 januari 2022 3.794 inwoners.

## Geografie
De oppervlakte van Ferrières-en-Gâtinais bedroeg op 1 januari 2022 27,32 vierkante kilometer; de bevolkingsdichtheid was toen 138,9 inwoners per km².

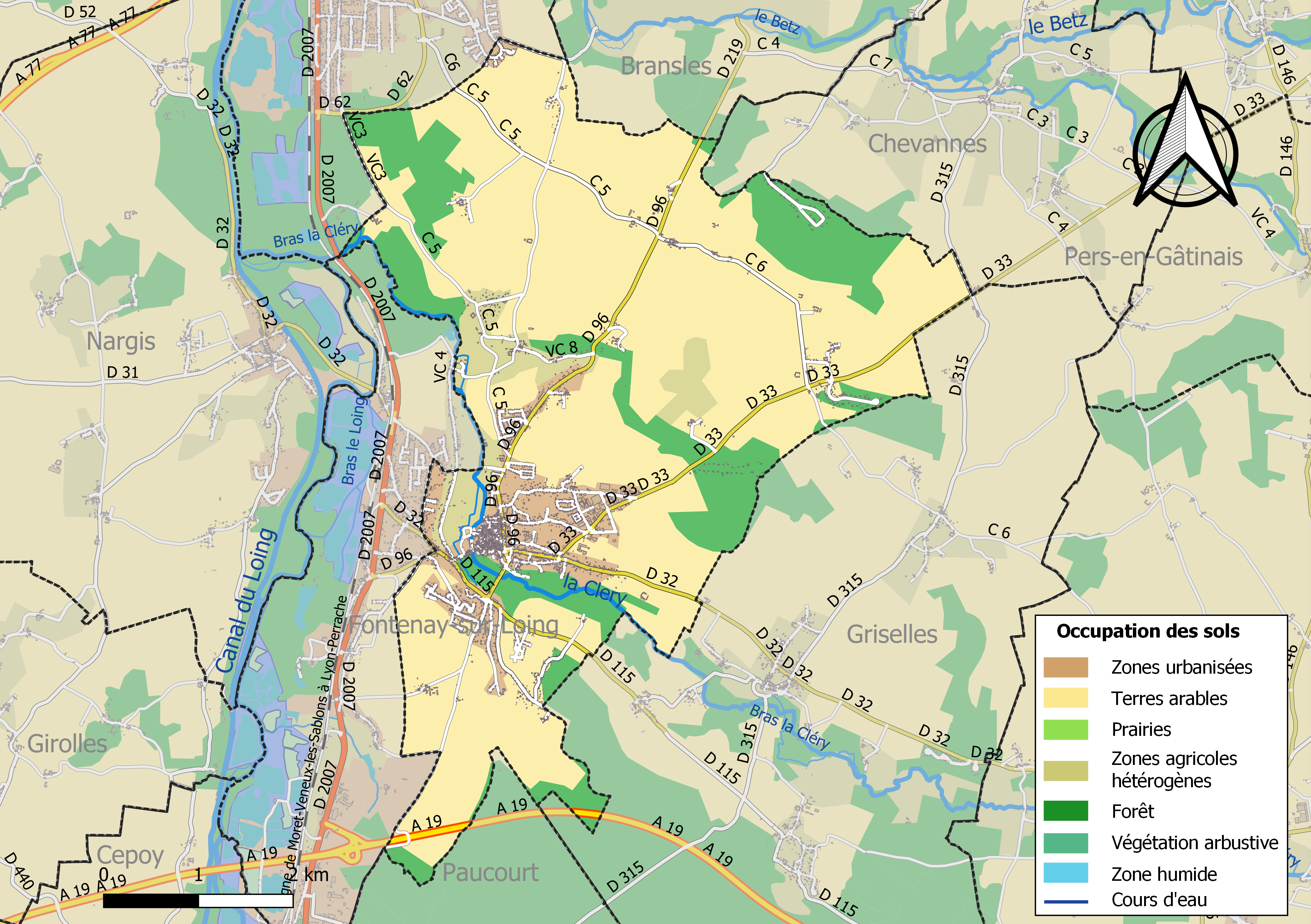
Kaart van de gemeente met de belangrijkste infrastructuur, bodemgebruik en omliggende gemeenten

## Demografie
Onderstaande figuur toont het verloop van het inwonertal (bron: INSEE-tellingen).